# Chandapur, Sedam
Chandapur là một làng thuộc tehsil Sedam, huyện Gulbarga, bang Karnataka, Ấn Độ.